# Vitaliy Parakhnevych
Vitaliy Parakhnevych (Donetsk, Ucraïna, 4 de maig de 1969) és un futbolista del Tadjikistan. Va disputar 1 partits amb la selecció del Tadjikistan.

## Estadístiques
| Selecció del Tadjikistan | Selecció del Tadjikistan | Selecció del Tadjikistan |
| Anys                     | Partits                  | Gols                     |
| ------------------------ | ------------------------ | ------------------------ |
| 1997                     | 1                        | 0                        |
| Total                    | 1                        | 0                        |